# 永本佳以
永本 佳似（ながもと かい、1996年11月5日 - ）は日本の俳優。神奈川県出身。

## 出演

### テレビドラマ
- まるまるちびまる子ちゃん（2007年4月19日 - 2008年2月28日、フジテレビ）永沢君男 役
- Room Of King（2008年10月4日 - 11月29日、フジテレビ）
- 深夜食堂（TBS）
- 99年の愛〜JAPANESE AMERICANS〜（2010年11月3日 - 11月7日、TBS）
- ブラックボード〜時代と戦った教師たち〜第一夜（2012年4月5日、TBS）山本実 役

### CM・広告
- カゴメトマト鍋（インフォマーシャル）